# Nishi-Shinjuku

Viele Wolkenkratzer der bekannten Skyline von Shinjuku stehen in Nishi-Shinjuku.

Nishi-Shinjuku (jap. 西新宿, „West-Shinjuku“) ist ein Stadtteil des Bezirks Shinjuku der japanischen Präfektur Tokio. Er befindet sich im Westen Tokios auf der Westseite des Bahnhofs Shinjuku. Vor 1970 hießen weite Teile des Stadtteils Tsunohazu (角筈), ein Teil gehörte zu Kashiwagi, das sonst weitgehend dem heutigen Kita-Shinjuku entspricht, ein kleiner Teil war vormals Yodobashi.
In Nishi-Shinjuku befinden sich zahlreiche Wolkenkratzer, darunter das Tokyo Metropolitan Government Building (das ehemals höchste Gebäude Tokios, in dem die Präfekturverwaltung ihren Sitz hat), der Shinjuku Park Tower und der 2008 fertiggestellte Mode Gakuen Cocoon Tower. Der Stadtteil gliedert sich in acht nummerierte Viertel (chōme), in denen zum 1. April 2018 21.837 Einwohner in 15.205 Haushalten lebten. Während die östlichen Gebiete am Bahnhof (1- und 2-chōme) von Geschäfts- und Bürogebäuden dominiert werden, die teilweise durch unterirdische Passagen verbunden sind, liegen westlich des Zentralparks Shinjuku Wohngebiete.
Die Postleitzahl von Nishi-Shinjuku ist 160-0023. Angrenzende Stadtteile sind beginnend im Süden im Uhrzeigersinn: Yoyogi, Hatsudai und Honmachi im Bezirk Shibuya, Yayoichō und Honchō im Bezirk Nakano, sowie Kita-Shinjuku, Hyakuninchō, Kabukichō und Shinjuku im Bezirk Shinjuku.

## Geschichte

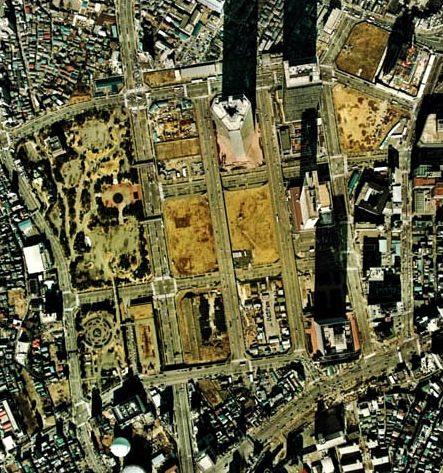
Die ersten Wolkenkratzer in Nishi-Shinjuku 1974 (Luftbild des MLIT)

Seit 1898 befand sich in Tsunohazu die Wasseraufbereitungsanlage Yodobashi (淀橋浄水場, Yodobashi jōsuijō), die weite Teile Tokios versorgte. Nachdem diese 1965 nach Higashimurayama verlegt worden war, entwickelte sich Nishi-Shinjuku. 1966 wurde auf der Westseite des Bahnhofs Shinjuku, dem wichtigsten Verkehrsknotenpunkt Tokios, eine unterirdische Passage eröffnet. 1971 eröffnete auf dem Gelände der früheren Kläranlage das 47-stöckige Keiō Plaza Hotel, dem bald weitere Hochhäuser folgten. 1991 wurde der von Kenzō Tange entworfene Gebäudekomplex der Präfekturregierung, in dem auch das Präfekturparlament Tokio seinen Sitz hat, fertiggestellt.